# Donaldsonville
Donaldsonville é uma cidade localizada no estado americano de Luisiana, na Paróquia de Ascension.

## Demografia
Segundo o censo americano de 2000, a sua população era de 7605 habitantes.
Em 2006, foi estimada uma população de 7733, um aumento de 128 (1.7%).

## Geografia
De acordo com o United States Census Bureau tem uma área de
6,6 km², dos quais 6,6 km² cobertos por terra e 0,0 km² cobertos por água. Donaldsonville localiza-se a aproximadamente 8 m acima do nível do mar.

## Localidades na vizinhança
O diagrama seguinte representa as localidades num raio de 20 km ao redor de Donaldsonville.